# Ecdeiocoleaceae
Ecdeiocoleaceae је фамилија монокотиледоних скривеносеменица из реда Poales. Статус фамилије постоји у релативно малом броју класификационих схема монокотиледоних биљака. Обухвата 2 рода са 2-3 врсте.